# Damián Arce
Damián Arce (Ezeiza, 6 luglio 1991) è un calciatore argentino, centrocampista del San Marcos.

## Carriera
Cresciuto nelle giovanili del Boca Juniors, ha debuttato nel 2012 con il Dep. Riestra.
Ha giocato la sua prima partita in Primera División il 13 febbraio 2016 con la maglia del Quilmes in occasione del match perso 4-2 contro il Colón (SF).